# Sclerocactus nyensis
Sclerocactus nyensis là một loài thực vật có hoa trong họ Cactaceae. Loài này được Hochstätter miêu tả khoa học đầu tiên năm 1992.

## Hình ảnh

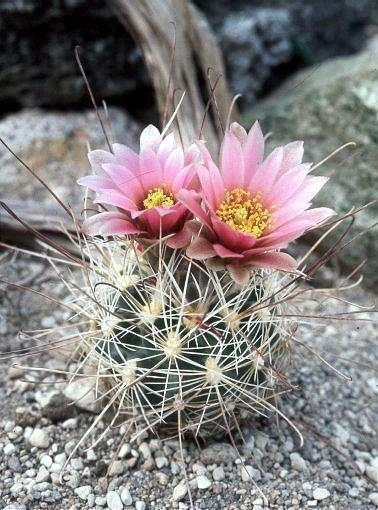
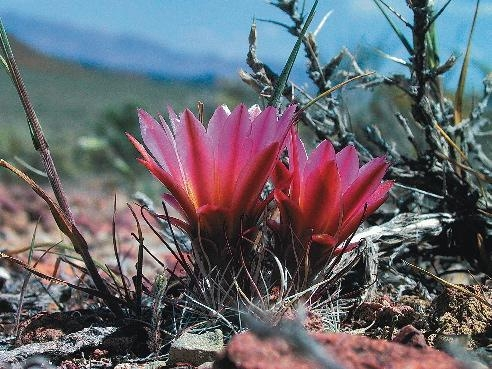
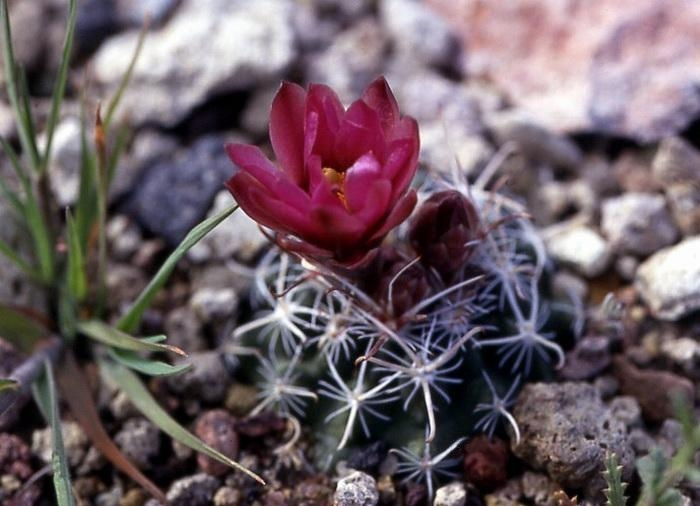
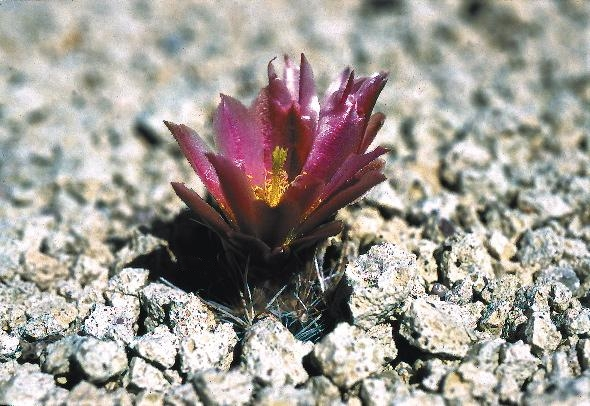